# .22 Winchester Rimfire
El .22 Winchester Rimfire (.22 WRF ) es un cartucho de rifle de percusión anular estadounidense.

## Historia
Introducido en el rifle de bomba Winchester M1890, tenía una bala de punta plana y es idéntico al .22 Remington Special (que se diferenciaba solo en tener una bala de punta redonda). Utiliza una bala de base plana y lubricada en el interior, que difiere de la bala de tacón con lubricación externa de las rondas .22 Short, Long, Long Rifle y Extra Long .
Cuando se presentó, el .22 WRF «fue la primera mejora notable para fines de caza» sobre el .22 LR, y fue capaz de abatir piezas limpiamente hasta unas 75 yardas (70 m). Es algo menos preciso que el .22 LR y es más adecuado para la caza menor, como liebres o perros de las praderas.
A partir de 1890 se ofreció una variedad de rifles Winchester, Remington y Stevens de un solo tiro y repeticion, pero no se fabrican rifles nuevos para este cartucho. Los fabricantes comerciales ofrecen periódicamente munición .22 WRF para su uso en las armas antiguas.
Se puede disparar en cualquier rifle recamarado para disparar el .22 WMR más potente.
El cartucho WRF más corto puede estar limitado al uso de un solo disparo en rifles WMR, ya que es posible que no se alimente de cargadores de longitud WMR, según el diseño.

## Dimensiones

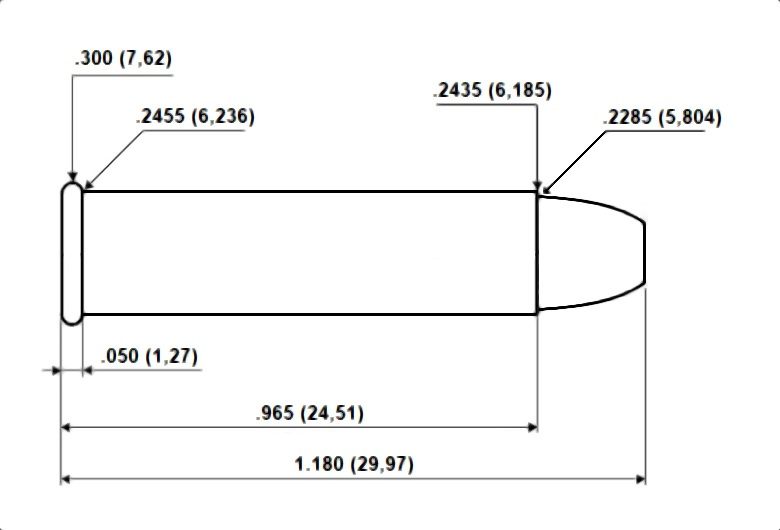